# GAC Trumpchi GS 4 Plus

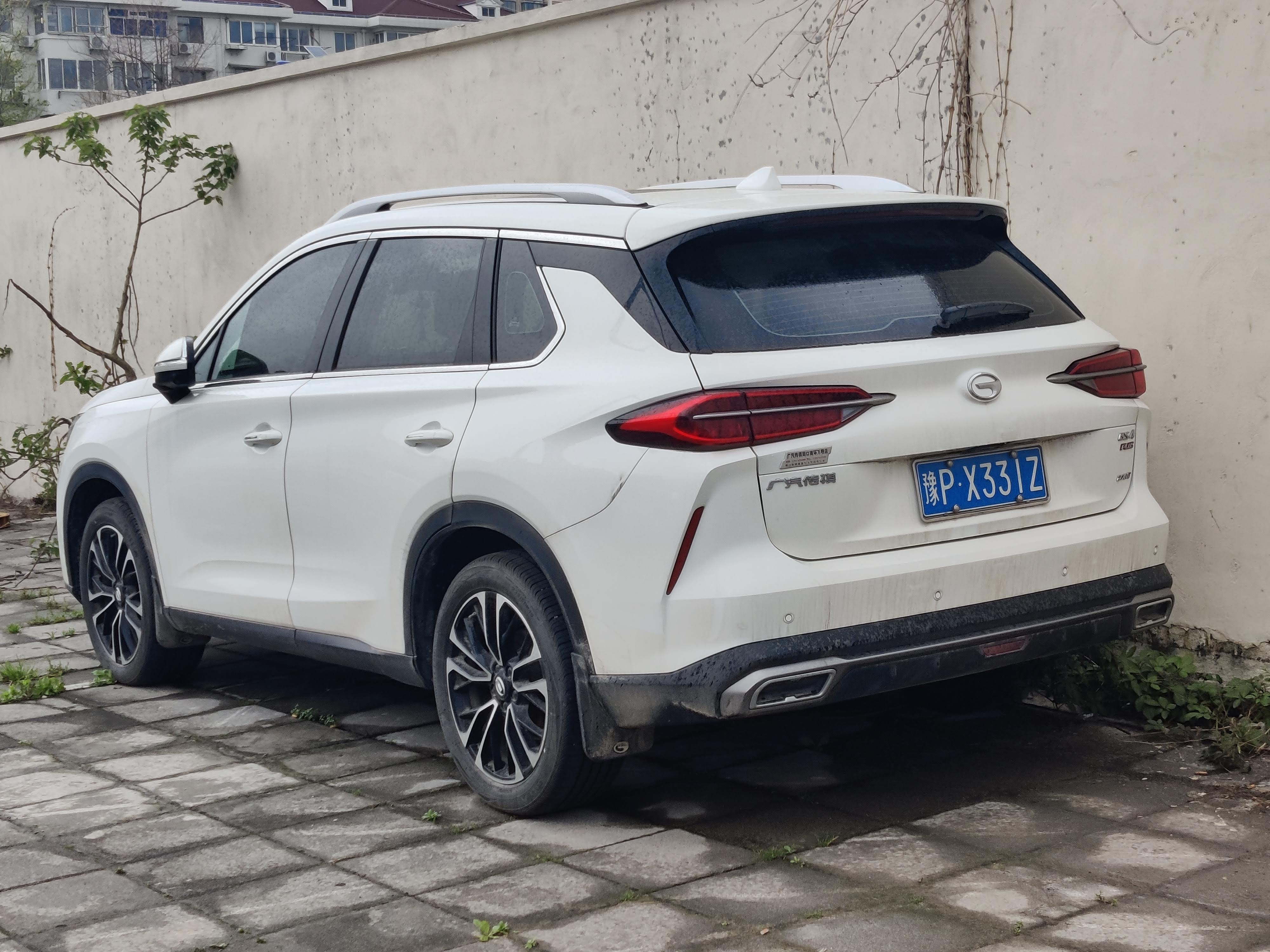
Heckansicht

Der GAC Trumpchi GS 4 Plus ist ein Sport Utility Vehicle der Submarke Trumpchi der chinesischen Guangzhou Automobile Group, das oberhalb des GS 4 positioniert ist und den GS 5 ersetzt.

## Geschichte
Das Fahrzeug ist eigentlich ein umfangreich überarbeiteter GS 5 und wurde auf der Shanghai Auto Show im April 2021 erstmals vorgestellt. Auf dem chinesischen Markt kam es im Juni 2021 in den Handel. Als Grund für die Umbenennung werden die relativ schwachen Verkaufszahlen des GS 5 und relativ starke Verkaufszahlen des GS 4 angeführt.

## Technische Daten
Neben dem bereits im GS 5 eingesetzten 1,5-Liter-Ottomotor mit 124 kW (169 PS) ergänzt im GS 4 Plus der aus dem größeren GS 8 bekannte 2,0-Liter-Ottomotor mit 185 kW (252 PS) die Antriebspalette. Beide Motorisierungen haben ein 6-Gang-Automatikgetriebe von Aisin und Vorderradantrieb.
| Kenngrößen                                  | 270T                         | 390T                         |
| Bauzeitraum                                 | 06/2021–04/2023              | seit 06/2021                 |
| Motorkenndaten                              |                              |                              |
| Motortyp                                    | R4-Ottomotor                 | R4-Ottomotor                 |
| Motoraufladung                              | Turbolader                   | Turbolader                   |
| Hubraum                                     | 1495 cm³                     | 1991 cm³                     |
| max. Leistung                               | 124 kW (169 PS) bei 5000/min | 185 kW (252 PS) bei 5250/min |
| max. Drehmoment                             | 265 Nm bei 1700–4000/min     | 390 Nm bei 1750–4000/min     |
| Kraftübertragung                            |                              |                              |
| Antrieb                                     | Vorderradantrieb             | Vorderradantrieb             |
| Getriebe                                    | 6-Gang-Automatikgetriebe     | 6-Gang-Automatikgetriebe     |
| Messwerte                                   |                              |                              |
| Leergewicht                                 | 1586 kg                      | 1639 kg                      |
| Höchstgeschwindigkeit                       | 190 km/h                     | 200 km/h                     |
| Beschleunigung, 0–100 km/h                  | k. A.                        | 7,5 s                        |
| Kraftstoffverbrauch auf 100 km (kombiniert) | 7,1 l Super                  | 7,7 l Super                  |
| Tankinhalt                                  | 55 l                         | 55 l                         |
| Abgasnorm                                   | China VI                     | China VI                     |